# Grallaria urraoensis
El tororoí de Urrao (Grallaria urraoensis) es una especie de ave paseriforme perteneciente al numeroso género Grallaria, de la familia Grallariidae. Es endémico de Colombia.

## Distribución y hábitat
Se distribuye en los Andes occidentales de Colombia, en Antioquia.
Habita en el sotobosque de selvas nubladas primarias y secundarias dominadas por bambuzales Chusquea, a altitudes entre 2500 y 3200 m s. n. m.

## Sistemática

### Descripción original
La especie G. urraoensis fue descrita por primera vez por los ornitólogos colombianos Diego Carantón-Ayala y Katherine Certuche-Cubillos en 2010 bajo el mismo nombre científico; localidad tipo «Reserva Natural Colibrí del Sol, al sur de Páramo de Frontino, vereda El Chuscal, ca. 17 
km norte del municipio de Urrao, departamento de Antioquia, Colombia (2850 m; 6°26′N, 76°05′W)». También en 2000, los ornitólogos  Luis Felipe Barrera & Avery Bartels describieron el mismo taxón bajo el nombre científico Grallaria fenwickorum, localidad tipo «Reserva de aves Colibrí del Sol, Vereda El Chuscal, municipalidad of Urrao, departamento de Antioquia (06°25’53.1”N 76°04’57.9”W). Elevación 3130 m»

### Taxonomía
El South American Classification Committee (SACC) reconoció la nueva especie mediante la aprobación de la Propuesta N° 479 y dio prioridad a G. urraoensis. A pesar de que el nombre y la autoridad se encuentran en disputa, las clasificaciones del Congreso Ornitológico Internacional (IOC, versión 6.2, 2015) y Clements checklist v.2015 siguen al SACC en reconocer G. urraoensis.